# Book Review Index
Il Book Review Index è un indice bibliografico specializzato nell'estrazione delle recensioni e delle critiche letterarie presenti all'interno delle riviste accademiche, popolari o professionali. 
L'editore Gale Publishing è rimasto il proprietario per la maggior della sua storia, dalla fondazione nel 1965 fino al 2019.

## Storia editoriale
Il primo volume fu pubblicato nel 1965 con periodicità mensile, divenuta bimestrale a partire da maggio del '77. Nel '94 iniziò ad essere aggiornato ogni tre mesi, e, due anni dopo, a cadenza quadrimestrale, unitamente ad un riepilogo al termine dell'anno.
Nel '75, la Gale Publishing lanciò il Children's Book Review Index, che comprendeva recensioni e critiche di titoli della letteratura per ragazzi estratti dal Book Review Index.
Book Review Index Online e Book Review Index Plus sono gli indici bibliografici online che al 2018 offrono accesso a 5.6 milioni di recensioni relative a 2.5 milioni di titoli e la possibilità di consultazione integrale di oltre 600.000 discussioni.